# 吹田市立古江台小学校
吹田市立古江台小学校（すいたしりつ ふるえだいしょうがっこう）は、大阪府吹田市古江台にある小学校。
千里ニュータウン内にある。校舎の屋根はノコギリ形の屋根となっている。この建物の設計は古江台校区在住の建築家によるもの。この「ギザギザ屋根」はデザイン性だけでなく自然採光を取り入れる目的も兼ねている。

## 沿革
- 1964年4月1日 - 吹田市立古江台小学校として、現在地に開校。
- 1964年6月1日 - 教職員11名。1学年1クラスずつ。児童数86名
- 1965年4月1日 - 校区の一部を、新設の吹田市立藤白台小学校・吹田市立青山台小学校の2校へ分離。
- 1968年4月1日 - 吹田市立古江台幼稚園併設。
- 1973年4月1日 - 校区の一部（古江台3丁目）を、新設の吹田市立北千里小学校校区へ分離。2年生を同校へ移籍。
- 1995年1月17日 - 阪神・淡路大震災で被災した兵庫県方面の児童の一時転入を受け入れる。
- 2009年4月1日 - 吹田市立北千里小学校を統合。古江台3丁目を校区に編入。

## 通学区域
- 吹田市 古江台1・2・3・4・5・6丁目。

卒業生は吹田市立古江台中学校へ進学する。

## 交通
- 阪急千里線 北千里駅 南へ約600m。
- 阪急バス 古江台小学校前バス停。